# Isocyrtus laetus
Isocyrtus laetus är en stekelart som beskrevs av Walker 1833. Isocyrtus laetus ingår i släktet Isocyrtus och familjen puppglanssteklar. Arten är reproducerande i Sverige. Inga underarter finns listade i Catalogue of Life.